# HDR – Organisation für Würde und Rechte des Menschen
HDR – Organisation für Würde und Rechte des Menschen ist ein vom Verfassungsschutz beobachteter islamistischer Verein.

## Geschichte
Der HDR wurde als eingetragener Verein im November 1996 in Duisburg von in Deutschland lebenden türkischen Migranten gegründet. Seinen Sitz hatte der Verein zunächst in Duisburg und seit etwa 2013 in Berlin, wo er unter dem Namen Organization for Human Dignity and Rights e. V. in das Vereinsregister des Amtsgerichts Charlottenburg (VR 32216) eingetragen ist. Er trete außerdem für die Verhinderung von Angriffen gegen diese Werte und für den Schutz der Natur ein. Der Verein hat sich unter anderem an Demonstrationen zum Nahost-Konflikt und zum Kopftuchverbot beteiligt und diese teilweise auch selbst organisiert. 2009 soll er etwa 50 Mitglieder gehabt haben.
HDR steht der Islamismus-Expertin Claudia Dantschke zufolge dem Hardliner-Flügel der islamistischen Millî Görüş nahe. Laut einem Gutachten von Udo Wolter im Auftrag der Beauftragten der Bundesregierung für Migration, Flüchtlinge und Integration ist HDR u. a. am Al-Quds-Tag beteiligt und betreibt antijüdische, antizionistische und antiamerikanische Propaganda, antiwestliche Agitation, Relativierung des Nationalsozialismus und eine Dämonisierung Israels. Der zeitweilige Vorsitzende, Yalzin Icyer aus Duisburg, stand vor Gericht da auf seiner Internetseite In einem Gebet zum Vernichten von Juden, Amerikanern und Russen aufgerufen wurde (Staatsanwaltschaft Essen 29 JS 78/06). Der Verein schmiede aktiv Querfront-Allianzen zwischen Islamisten und antiimperialistischen Linken und bediene sich in seinen Publikationen auch des klassisch rechtsextremen Antisemitismus. Die Sendung Report Mainz berichtete am 19. Januar 2009, dass der Verein wegen der Verbreitung antijüdischer und antiwestlicher Propaganda unter Beobachtung des Verfassungsschutzes Nordrhein-Westfalen steht. Der WDR hatte zuvor mehrfach über die Aktivitäten des Vereins berichtet (Lokalzeit Duisburg 23. März 2008, 16. April 2009).
Nach einem Zwischenfall bei einer Demonstration gegen den Gaza-Krieg am 17. Januar 2009 in Duisburg, als Demonstranten mit zum Teil antisemitischen Äußerungen gegen eine kleine Gruppe Jugendlicher mit Israelflaggen skandierten, regten der innenpolitische Sprecher der CDU/CSU-Bundestagsfraktion Wolfgang Bosbach sowie der SPD-Landtagsabgeordnete Ralf Jäger ein Verbot des Vereins an. Hannelore Kraft, Carina Gödecke, Ralf Jäger und Karsten Rudolph hatten im Namen der SPD-Fraktion einen dementsprechenden Antrag in den Landtag Nordrhein-Westfalen eingebracht.